# Прекрасная эпоха (фильм, 2019)
«Прекрасная эпоха» (фр. La belle époque) — драматическая комедия французского режиссёра Николя Бедоса. В главных ролях — Даниэль Отёй, Гийом Кане, Фанни Ардан и Дория Тилье. Мировая премьера фильма состоялась 20 мая 2019 года на Каннском кинофестивале. В российский прокат вышел 28 ноября того же года (кинокомпания «Вольга»).

## Сюжет
Что, если бы вы могли отправиться в любое время в прошлом и на заказ восстановить детали любой эпохи? Именно такую услугу предоставляет компания, клиентом которой становится талантливый художник, переживающий кризис в отношениях с женой. Он использует этот шанс, чтобы снова пережить день, когда много лет назад он встретил любовь всей своей жизни.

## В ролях
- Даниэль Отёй — Виктор Дрюмон
- Гийом Кане — Антуан
- Фанни Ардан — Марианна Дрюмон
- Дория Тилье — Марго
- Пьер Ардити — Пьер
- Дени Подалидес — Франсуа
- Микаэль Коэн — Максим Дрюмон
- Лиззи Брошре — Жизель

## Производство
Сцены, действие которых происходит в настоящем, снимались с плеча, чтобы подчеркнуть беспокойство Виктора, а все сцены в студии снимались на широкоугольный объектив, при этом камера двигалась размеренно и плавно, поскольку герой оказывался на знакомой ему территории. Оператор Николя Больдюк и главный электрик картины Филипп разработали систему освещения, позволявшую менять режим съёмки и атмосферу сцены буквально за несколько секунд.
В фильме лишь одна импровизированная сцена, где Антуан кричит на Марго и обходится с нею особенно грубо. По словам Гийома Кане, ему было очень смешно играть в этой сцене.

«В качестве декоративного элемента в кафе было установлено фортепиано, и я частенько наигрывал что-нибудь во время технических перерывов. Именно тогда я сочинил несколько тем, которые прозвучат в фильме. Другие музыкальные композиции написала Анна-Софи Вернаэйэн, скрипачка, которая написала саундтрек для фильма „Он и Она“».— Николя Бедос, режиссёр

## Релиз
Мировая премьера фильма состоялась 20 мая 2019 года на Каннском кинофестивале. 12 июля картина была показана на Одесском международном кинофестивале, 6 сентября — на фестивале в Гамбурге, а 7 сентября — в Торонто. 13 сентября «Прекрасная эпоха» была показана на кинофестивале Film by the Sea в Нидерландах. 3 октября премьера картины состоялась на фестивале в Цюрихе, Швейцария.
Российская премьера ленты состоялась в Государственной Третьяковской гелерее в Москве 19 ноября. Фильм представила сама Фанни Ардан, исполнившая роль жены главного героя. Картина вышла в прокат в России 28 ноября.

## Маркетинг
Локализованная версия трейлера картины была опубликована в сети 2 сентября 2019 года.

## Награды и номинации
- 2019 — участие в конкурсной программе Хайфского кинофестиваля.
- 2019 — приз зрительских симпатий Сараевского кинофестиваля.
- 2020 — три премии «Сезар»: лучший оригинальный сценарий (Николя Бедос), лучшая женская роль второго плана (Фанни Ардан), лучшая работа художника-постановщика (Стефан Розенбаум). Кроме того, лента получила 8 номинаций: лучший фильм, лучший режиссёр (Николя Бедос), лучшая мужская роль (Даниэль Отёй), лучшая женская роль (Дориа Тийе), лучшая операторская работа (Николя Больдюк), лучший монтаж (Анни Данше, Флоран Вассо), лучшие костюмы (Эммануэль Юхновски), лучший звук.
- 2020 — три номинации на премию «Люмьер»: лучший сценарий (Николя Бедос), лучшая мужская роль (Даниэль Отёй), лучшая женская роль (Фанни Ардан).